# PAZ
PAZ (с исп. — «мир») — радиолокационный спутник дистанционного зондирования Земли, под управлением испанского спутникового оператора Hisdesat.
Является одним из компонентов испанской национальной спутниковой программы наблюдения Земли (PNOTS), которая также включает оптический спутник Ingenio (неудачно запущен в 2020 году).
Спутник оборудован радаром с синтезированной апертурой и предназначен для выполнения снимков поверхности Земли с пространственным разрешением до 25 см. Полученные снимки будут использоваться для нужд военных и правительственных организаций Испании, а также предоставляться для коммерческих организаций.
Бюджет проекта составляет 160 млн. евро (включает в себя аппарат, наземный сегмент оборудования и запуск), из которых 135 млн выделены министерством обороны Испании, остальные средства предоставлены компанией Hisdesat. Главным подрядчиком в создании спутника выступает компания Airbus Defence and Space, контракт был подписан в ноябре 2008 года.
Аппарат выполнен в форме вытянутого шестиугольника высотой 5 м и шириной 2,4 м. Масса аппарата составляет около 1350 кг. Три стороны шестиугольника покрывают панели солнечных батарей общей площадью 5,25 м², которые, в паре с Li-ion батареями ёмкостью 108 А·ч, обеспечивают электроснабжение спутника. Для орбитального маневрирования установлена система маленьких гидразиновых двигателей. Ожидаемый срок службы спутника — не менее 7 лет.
Спутник будет работать на солнечно-синхронной орбите высотой 514 км с наклонением 97,44°, вместе с двумя немецкими радиолокационными спутниками TerraSAR-X и TanDEM-X, которые были запущены в 2007 и 2010 годах, соответственно. Три однотипных аппарата создадут спутниковую группировку, которая позволит сократить время между повторными снимками и повысить скорость сбора данных.
PAZ способен покрывать территорию площадью более 300000 км² в течение дня, средний интервал повторения орбиты составляет 24 часа. Выполняет съёмку в 5 разных режимах:
- spotlight — площадь покрытия 5 × 5 км, разрешение до 1 метра;
- stripmap — 30 × 50 км, разрешение до 3 метров;
- scansar — 100 × 150 км, разрешение 18,5 метров;
- staring spotlightas — режим сверхвысокого разрешения (до 25 см),
- wide swathe scanradar — площадь покрытия 270 × 200 км.

Кроме того, на спутник установлено оборудование AIS канадской компании exactEarth, для глобального мониторинга морского транспорта, а также экспериментальное оборудование ROHPP (Radio Occultations and Heavy Precipitation) по наблюдению за глобальным климатом и погодой, для Высшего совета по научным исследования Испании.
Изначально планировался запуск спутника PAZ ракетой-носителем «Днепр». Контракт с российской компанией «Космотрас» предполагал запуск в 2014 году. После нескольких лет ожидания разрешения на запуск от правительственных контролирующих организаций России, контракт был разорван. В марте 2017 года было объявлено о подписании контракта с компанией SpaceX на запуск спутника с помощью ракеты-носителя Falcon 9.
Запуск состоялся 22 февраля 2018 года, в 14:17 UTC, со стартового комплекса SLC-4E на базе Ванденберг.

## Фотогалерея

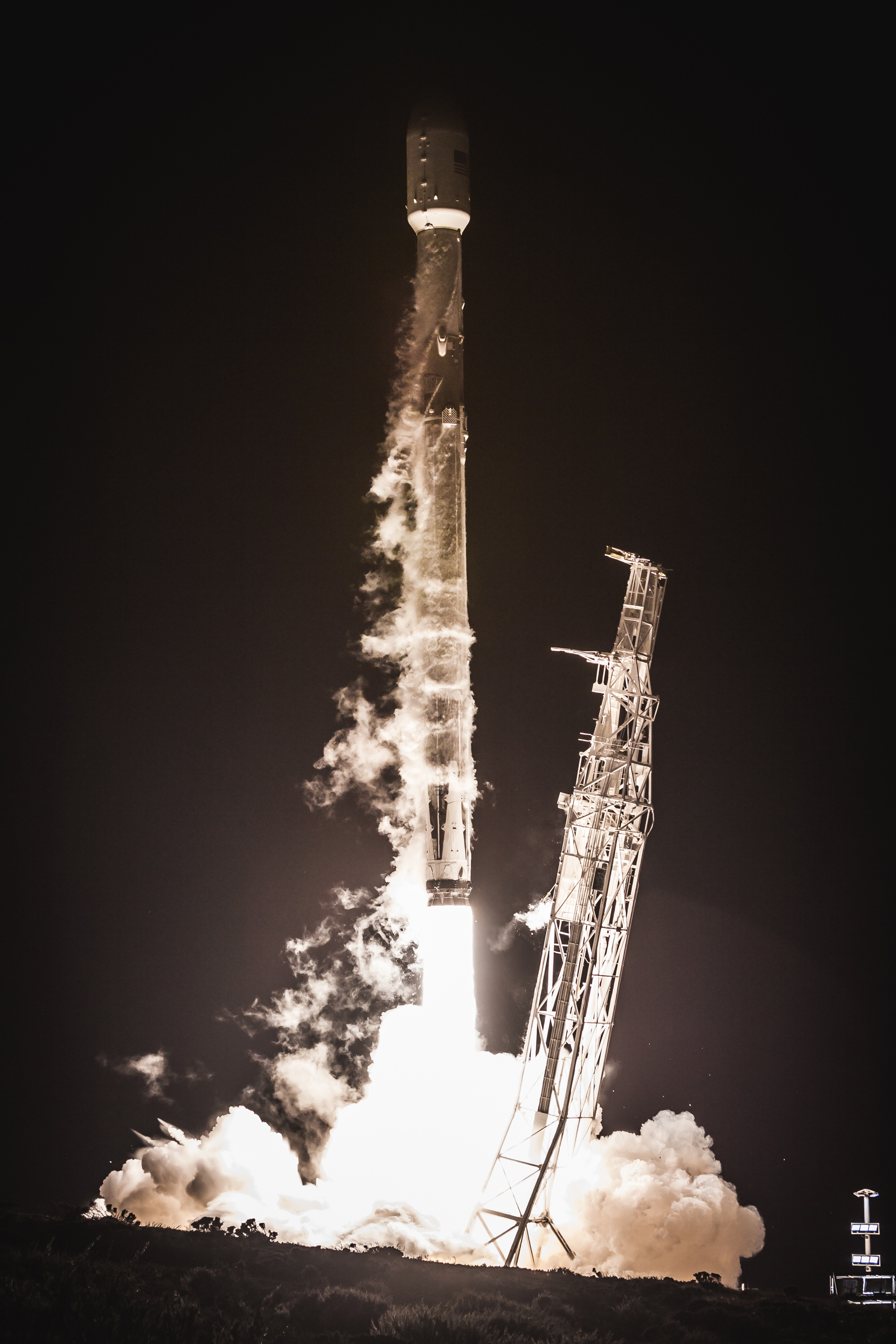
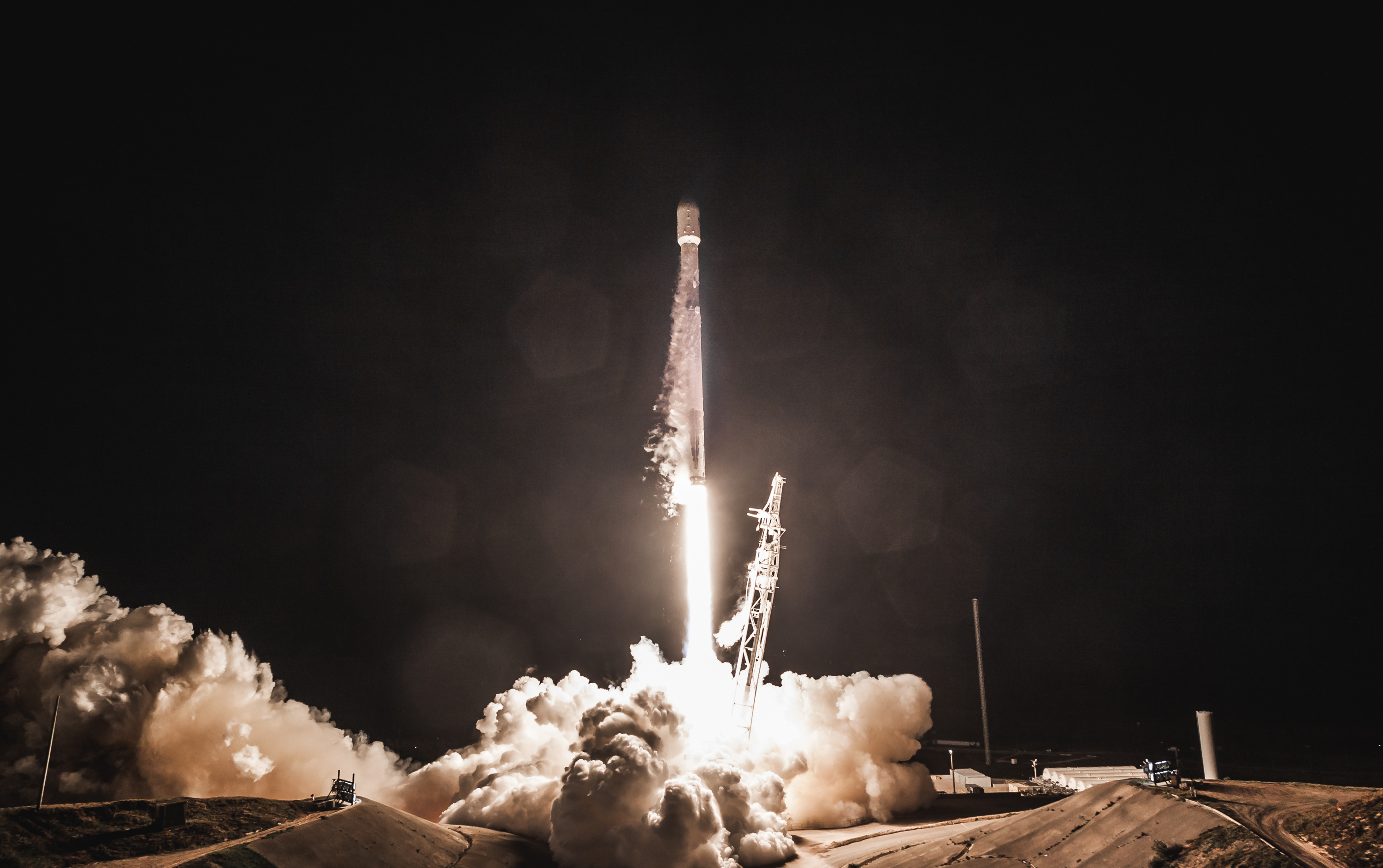
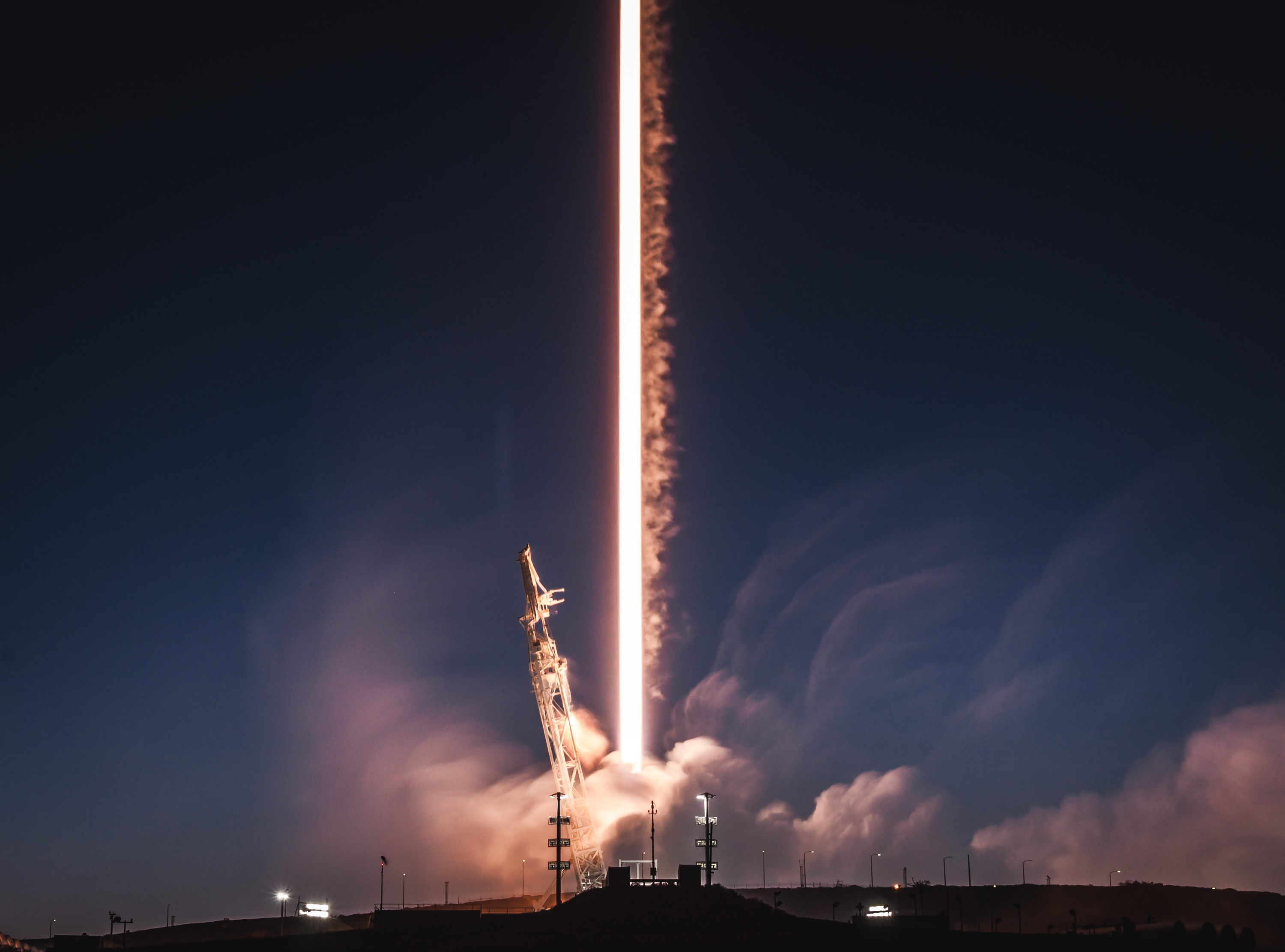
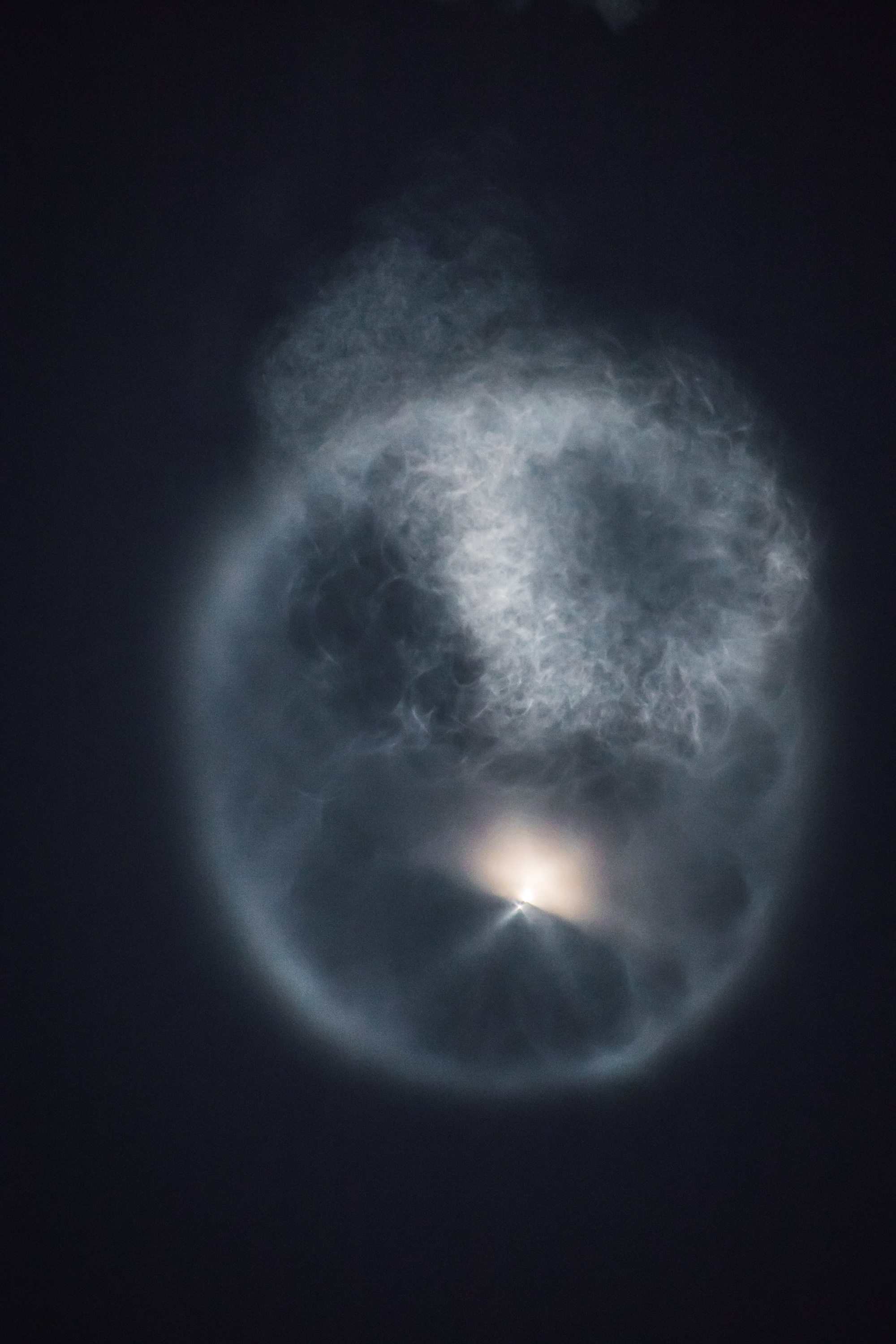